# Bark-skála
A Bark-skála egy pszichoakusztikus skála, melyet Eberhard Zwicker javasolt 1961-ben. A Bark-skála Heinrich Barkhausen német fizikusról kapta a nevét, aki először javasolta a hangosság  szubjektív mérését.
A skála 1-től 24-ig terjed és megfelel a hallás 24 kritikus sávjának (Hz): 20, 100, 200, 300, 400, 510, 630, 770, 920, 1080, 1270, 1480, 1720, 2000, 2320, 2700, 3150, 3700, 4400, 5300, 6400, 7700, 9500, 12 000, 15 500; a középfrekvenciák: 50, 150, 250, 350, 450, 570, 700, 840, 1000, 1170, 1370, 1600, 1850, 2150, 2500, 2900, 3400, 4000, 4800, 5800, 7000, 8500, 10 500, 13 500.
Ez a skála összefügg a mel-skálával, de kevésbé népszerű.
A konverzió frekvenciáról (Hz) Bark-ba:
{\displaystyle {\text{Bark}}=13\arctan(0,00076f)+3,5\arctan((f/7500)^{2})\,}
vagy Traunmüller nyomán:
{\displaystyle {\text{kritikus sáv (bark)}}=[(26,81f)/(1960+f)]-0,53\,}
ha az eredmény < 2 hozzá kell adni 0,15-ot,
ha az eredmény > 20,1  hozzá kell adni 0,22-ot